# ويليام إيرل دودغ سكوت
ويليام إيرل دودغ سكوت (بالإنجليزية: William Earl Dodge Scott)‏ هو عالم طيور أمريكي، ولد في 22 أبريل 1852 في بروكلين في الولايات المتحدة، وتوفي في 21 أغسطس 1910 في سارانك ليك في الولايات المتحدة.